# ツノガイヤドカリ科
ツノガイヤドカリ科 (Pylochelidae) はヤドカリの科の一つ。北極・南極を除くほぼ全世界の海洋にみられ、水深2000メートル以浅に生息する。海底の住処に隠れていること、比較的希少であることから、400の標本を詳述したモノグラフが1987年に出版されるまで、およそ60個体程度しか得られていなかった。英語では一般的に"symmetrical hermit crabs"（左右対称のヤドカリ）と呼ばれる。

## 形態
他のヤドカリと異なり、真っ直ぐな腹部と左右同数の付属肢を持つため、外見は左右対称である。また、腹部は他のヤドカリでは軟らかいところ、本科では部分的に石灰化している。この2つの特徴から、Edward J. Miersが本科最初の種を記載した時には、本科は"異尾類"（ヤドカリ）と"長尾類"（エビ）をつなぐ分類群であるとされた。この腹部のため、巻貝の殻を住処として用いることは少なく、木片・岩・ツノガイの殻・海綿・竹やマングローブの破片などを用いる。鋏は住処の口を閉じる蓋になるように適応していることが多い。

## 分布
科全体としての分布域は広いが、その多様性はインド太平洋に偏っており、大西洋からは4種(Cheiroplatea scutata, Pylocheles agassizii, Bathycheles cubensis・Mixtopagurus paradoxus)しか報告がない。北極・南極には生息しない。100-2200mの深さから採集記録があるが、通常は200-500mに生息する。

## 分類
10属に約40種を含む。
- Pylochelinae - 4属16種。前甲と後甲の分離は不完全(linea transversalisが直線でない)[3]。
  - Pylocheles A. Milne-Edwards, 1880 – 2種。鋏は蓋となる[3]。
  - Cheiroplatea Bate, 1888 – 6種
  - Bathycheles Forest, 1987 – 6種。鋏は蓋とならない。眼は退化している[3]。
  - Xylocheles Forest, 1987 – 2種。鋏は蓋とならない。眼は大きい[3]。
- Pomatochelinae - 1属3種。前甲と後甲の分離は完全、鋏は蓋となる[3]。
  - Pomatocheles Miers, 1879 ツノガイヤドカリ属 – 3種
- Trizochelinae - 4属21種。前甲と後甲の分離は完全、鋏は単独では蓋とならない[3]。
  - Cancellocheles Forest, 1987 – 1種。第二胸脚を組み合わせることで蓋となる鋏を持つ[5]。
  - Parapylocheles Alcock, 1901 - 1種
  - Mixtopagurus A. Milne-Edwards, 1880 – 1種。本科としては例外的に、非対称の尾部を持つ[5]。
  - †Jurapylocheles Van Bakel, Fraaije, Jagt, and Artal, 2008[8]
  - Forestocheles McLaughlin & Lemaitre, 2009 – 1種
  - Trizocheles Forest, 1987 トガリツノガイヤドカリ属 – 18種
  - †Cretatrizocheles - スペインの白亜紀中期の地層から発見された化石属[9]。
  - †Ammopylocheles Van Bakel, Fraaije, Jagt, and Artal, 2008[8]